# Buccaneer Bay Park
Buccaneer Bay Park är en park i Kanada.   Den ligger i Sunshine Coast Regional District och provinsen British Columbia, i den sydvästra delen av landet, 3 600 km väster om huvudstaden Ottawa.
Terrängen runt Buccaneer Bay Park är platt söderut, men åt nordost är den kuperad. Havet är nära Buccaneer Bay Park åt sydväst. Trakten är glest befolkad. Närmaste större samhälle är Sechelt, 16,9 km öster om Buccaneer Bay Park. 